# 浦崎奈緒
浦崎 奈緒（うらさき なお、6月28日 - ）は、日本の女性声優、ナレーター。神奈川県出身。

## 来歴
2018年まで賢プロダクションに所属していた。
賢プロ退所後は別業種に就職していたが、フリーとして声の仕事を行っている。

## 人物
企業CMナレーションや洋画の吹き替え、アニメなど幅広い出演経験がある。
声色は中音。
真面目で堅い雰囲気から、やわらかく明るい雰囲気まで、難しい内容をわかりやすく伝えるナレーションが得意。
趣味・特技はバトントワリング、バレーボール、英検2級。

## 出演

### テレビアニメ
- 名探偵コナン（2018年、アナウンサー）

### ゲーム
- 白猫プロジェクト（2014年、少女）

### 吹き替え

#### 映画
- 意表をつくアホらしい作戦（エレイン〈ミーラ・ロヒット・クンバーニ〉）
- ウォーク・ザ・プランク（アナ）
- ザ・デイ・アフター（館内放送）

#### ドラマ
- エレクトリック・ドリームズ（ロトコ、ジル）
- クレイジー・エックス・ガールフレンド シーズン3（看護師）
- グレイズ・アナトミー 恋の解剖学14（タリン）
- ジ・アメリカンズ シーズン5（秘書、美術館放送）
- スキャンダル6 託された秘密（ルビー）
- フレークド（デイジー）
- MR. ROBOT/ミスター・ロボット（店員女）

#### アニメ
- カンフー・パンダ 〜運命の拳〜（パンダ、スパイの鹿）
- ボージャック・ホースマン（オウム女、アリの弁護士）
- マーベル スパイダーマン（ジュリー、女性レポーター）

### VP
- 宇賀神溶接工業所
- 産業能率大学
- 高瀬物産
- パシフィックシステム
- 富士通FDC

### ナレーション
- ワオ・コーポレーション

### CM
- 日本自動車連盟（ラジオCM）
- ヒガノ株式会社CM「解凍名人ハイブリッド」

### その他コンテンツ
- 東京モーターサイクルショー2015（司会）
- 東京モーターショー2017（会場アナウンス）
- 東進ハイスクール センターDJ（パーソナリティ）